# Triumph 2000
Triumph 2000 – samochód osobowy klasy średniej-wyższej zaprojektowany w brytyjskich zakładach Standard-Triumph, produkowany przez Leyland Motors, a następnie British Leyland, w latach 1963–1977.
Od 1968 roku w sprzedaży znajdowały się także wersje napędzane większymi silnikami, noszące oznaczenia Triumph 2.5PI, a później 2500.

## Projekt
W 1957 roku w przedsiębiorstwie Standard-Triumph rozpoczęto prace nad następcą modelu Standard Vanguard, który postrzegany był jako samochód nieciekawy i cieszył się niewielkim powodzeniem na rynku. Wstępny projekt nowego samochodu o nazwie kodowej „Zebu” przewidywał zastosowanie konstrukcji ramowej, niezależnego zawieszenia obu osi pojazdu, skrzyni biegów zintegrowanej z mechanizmem różnicowym oraz nowego 6-cylindrowego 2-litrowego silnika rzędowego. 4-drzwiowe nadwozie typu sedan, zaprojektowane przez Giovanniego Michelottiego, wyróżniało się konstrukcją tylnej części przedziału pasażerskiego – pionową tylną szybą i nadwisającym na kształt skrzydła nad nim dachem. Problemy z funduszami jak i trudności natury technicznej spowodowały, że prace przedłużały się. W 1959 roku konsternację w zespole projektowym wywołało ujawnienie przez odwiedzającego dziennikarza The Motor, że jeden z konkurentów planuje w niedługim czasie wprowadzić na rynek modele o bardzo zbliżonym kształcie nadwozia, ze wspomnianym „skrzydłem” (okazały się nimi modele Forda – Anglia 105E oraz Consul Classic 109E).
W 1961 roku znajdującą się w trudnej sytuacji finansowej spółkę nabyło przedsiębiorstwo Leyland Motors. Wkrótce zadecydowano o rozpoczęciu prac projektowych od podstaw. Zamiast konstrukcji ramowej wykorzystano nadwozie samonośne, a także konwencjonalny układu przeniesienia napędu. Pojazd otrzymał odmienną, choć równie odważną stylistykę nadwozia, za którą ponownie odpowiedzialny był Michelotti. Prace projektowe trwały nieco ponad dwa lata.

## Sprzedaż
Triumph 2000 oficjalnie zaprezentowany został publiczności 15 października 1963 roku na Earls Court Motor Show w Londynie, gdzie spotkał się z bardzo pozytywnym przyjęciem prasy branżowej. Model wypuszczono pod marką Triumph, na fali popularności modeli Triumph Herald, TR3 i TR4 – jednocześnie całkowicie kończąc obecność marki Standard na rynku. Do sprzedaży trafił 8 stycznia 1964 roku, reklamowany przez producenta jako luksusowy samochód rodzinny ze sportowymi akcentami.
Głównym konkurentem modelu był debiutujący w tym samym czasie Rover 2000 (P6). Oba te samochody wykreowały nową niszę na brytyjskim rynku – kompaktowych sedanów klasy wyższej, które miały stanowić alternatywę dla bardziej tradycyjnych dużych sedanów (Austin Westminster, Ford Zephyr, Humber Hawk czy Vauxhall Cresta), a także dużo droższych limuzyn, jak Jaguar 2.4-Litre. Konkurencję dla modelu stanowił także Ford Corsair, ustępujący mu jednak pod względem wyposażenia.
Pojazd oferowany był początkowo wyłącznie z 2-litrowym 6-cylindrowym gaźnikowym silnikiem rzędowym o mocy 90 KM i 4-stopniową ręczną skrzynią biegów. W lecie 1964 roku rozpoczęto sprzedaż wersji z 3-biegową automatyczną skrzynią biegów Borg-Warner. W październiku 1965 roku zadebiutowała 5-drzwiowa wersja kombi. W 1968 roku w ofercie pojawiła się wersja 2.5PI napędzaną większym, 2,5-litrowym silnikiem o mocy 132 KM, wyposażonym w układ wtryskowy paliwa Lucas. Wtrysk paliwa miał się wkrótce okazać przyczyną częstych awarii tej wersji.
Samochód, w szczególności wersja 2.5 PI, cieszył się popularnością wśród brytyjskiej policji, gdzie wykorzystywany był m.in. w roli samochodu patrolowego.
W 1969 roku samochód poddano restylizacji, dając początek jego drugiej generacji (Mark II). Przód pojazdu otrzymał nową stylistykę, dzieląc ją z debiutującym wówczas kabrioletem Triumph Stag, którego projektantem również był Michelotti. Przedział silnikowy i bagażowy zostały wydłużone, zwiększając długość pojazdu o nieco ponad 20 cm. Samochód otrzymał także nową deskę rozdzielczą.
W 1974 roku do sprzedaży wprowadzono wersję 2500TC, wyposażoną w 2,5-litrowy silnik gaźnikowy o mocy 99 KM, mającą zastąpić podatną na usterki wersję 2.5PI (produkcję tej ostatniej zakończono w 1975). W tym samym roku Triumph 2000/2500 przeszedł lekką modernizację, w ramach której podniesiona została pozycja siedzenia wewnątrz pojazdu oraz wprowadzono kilka zmian stylistycznych (m.in. atrapy chłodnicy i na desce rozdzielczej).
W 1975 roku dokonano gruntownych zmian w gamie dostępnych pojazdów. Miejsce wersji 2000 zajęła 2000TC o nieco zwiększonej mocy 91 KM, a silnik wersji 2500TC został wzmocniony do 106 KM. Zadebiutowała również wersja 2500S, odróżniająca się od 2500TC bogatszym wyposażeniem, które standardowo obejmowało m.in. felgi aluminiowe, zagłówki przednich siedzeń, wspomaganie układu kierowniczego, a w wersji sedan – stabilizator poprzeczny przedniej osi (już wcześniej montowany był standardowo w wariancie kombi). Z oferty wycofano jednocześnie wszystkie wersje kombi z wyjątkiem 2500S. Ostatni egzemplarz samochodu wyprodukowany został 20 maja 1977 roku.

## Produkcja
Nadwozia modelu 2000/2500 produkowane były w zakładach Pressed Steel w Swindon, następnie przewożone były do fabryki Leyland Motors w Canley, koło Coventry, gdzie następował montaż pojazdów. W przypadku wersji kombi, nadwozia trafiały uprzednio do zakładów Carbodies w Coventry gdzie dokonywano nadbudowy przedziału bagażowego. W pierwszych latach roczna wielkość produkcji kształtowała się na poziomie około 20 000 samochodów. Łącznie na przestrzeni 14 lat wyprodukowanych zostało około 316 000 egzemplarzy pojazdu.
Od 1968 roku samochód produkowany był przez konglomerat British Leyland, powstały z połączenia Leyland Motors (poprzedniego właściciela marki Triumph) i British Motor Holdings, do którego należała m.in. marka Rover, w tym bezpośredni konkurent modelu Triumph 2000 – Rover 2000. Jako że oba modele miały ugruntowaną pozycję na rynku, zadecydowano o kontynuacji ich równoległej produkcji. W 1976 roku zaprezentowany został Rover SD1, stanowiący następcę obu modeli.

## Eksport
Samochód eksportowany był z powodzeniem poza granice Wielkiej Brytanii, choć niepomyślnie zakończyły się próby zdobycia amerykańskiego rynku. Mimo pozytywnego przyjęcia przez tamtejszych dziennikarzy, okazał się mało atrakcyjny dla potencjalnych klientów wobec rodzącej się tam mody na muscle cars, które oferowały lepsze osiągi za niższą cenę. Samochody przeznaczone na sprzedaż w krajach Beneluksu, Australii, Nowej Zelandii i Południowej Afryce montowane były w tych krajach w systemie CKD. W Nowej Zelandii montaż tego modelu prowadzony był do 1979 roku.

## Galeria

Triumph 2000/2500 Mk I (1963–1969)
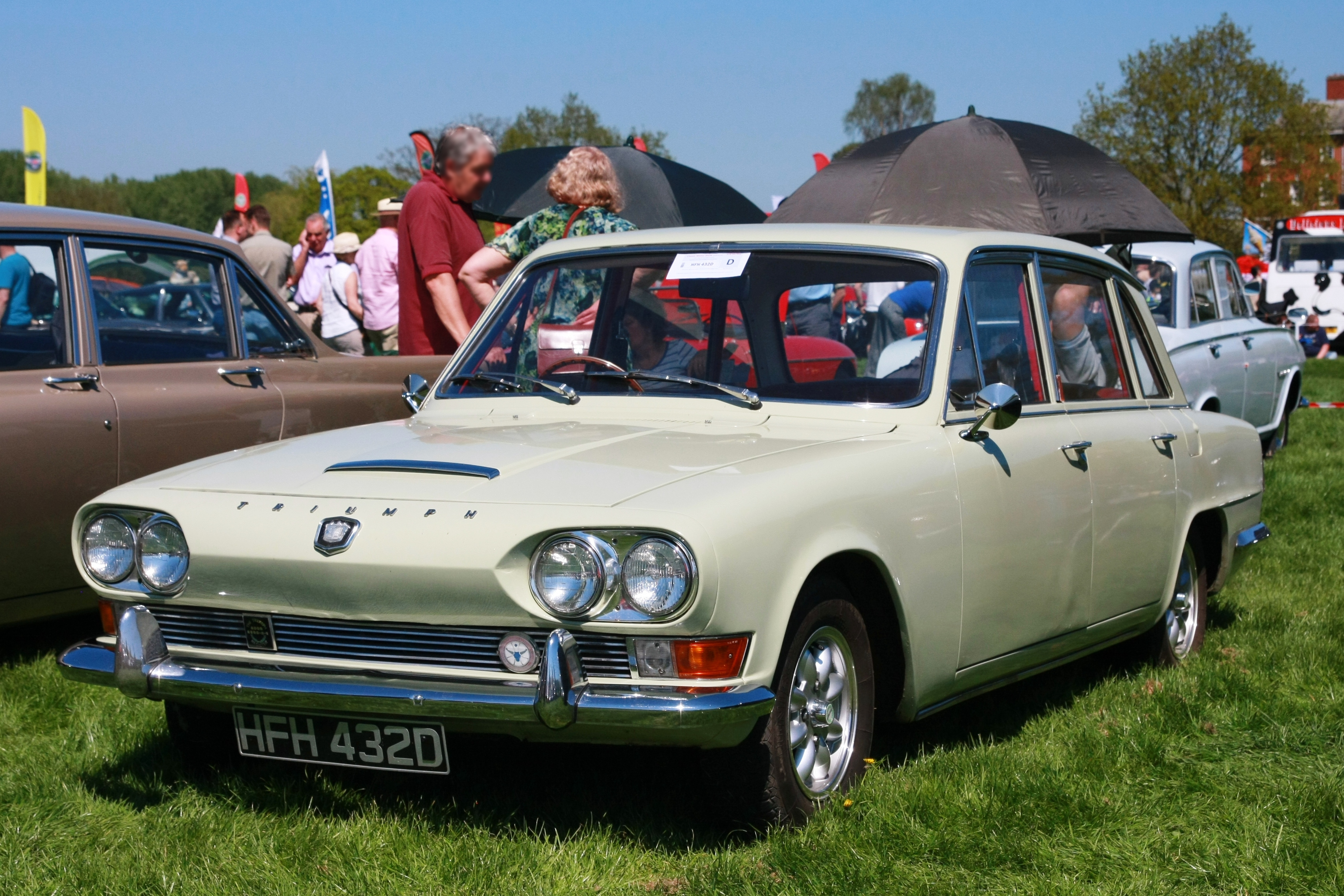
Triumph 2000 sedan
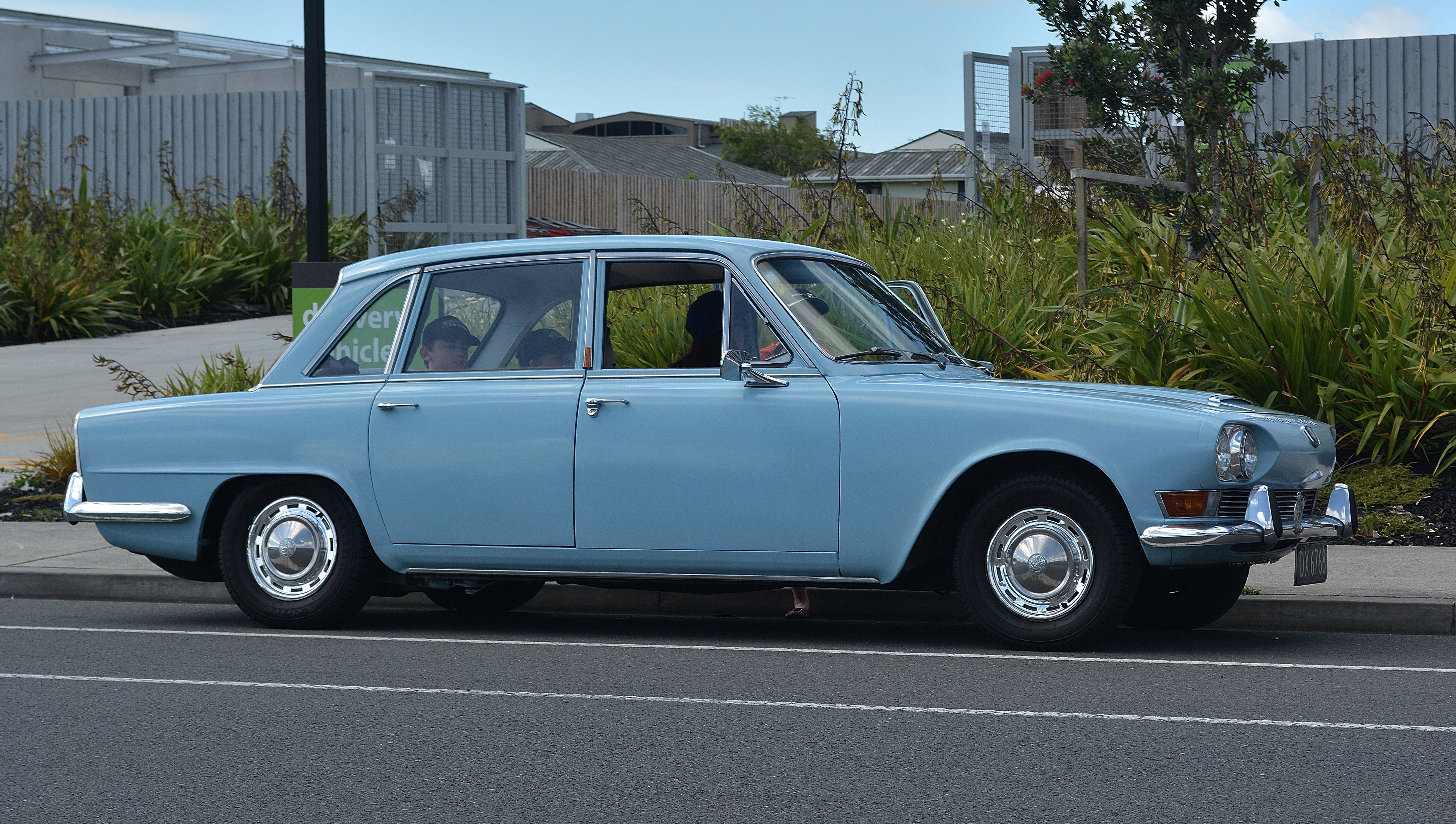
Triumph 2000 sedan – profil
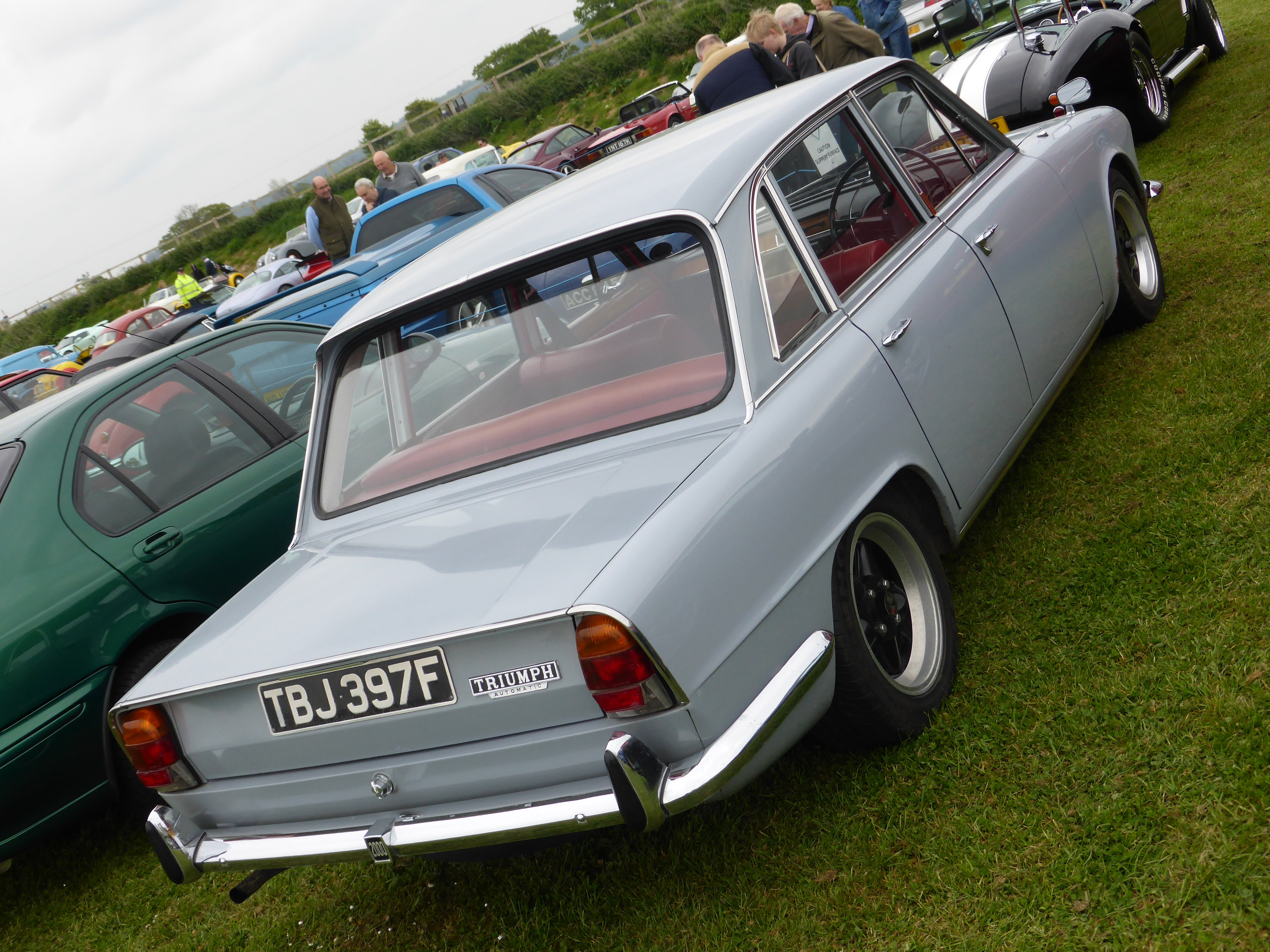
Triumph 2000 sedan – tył
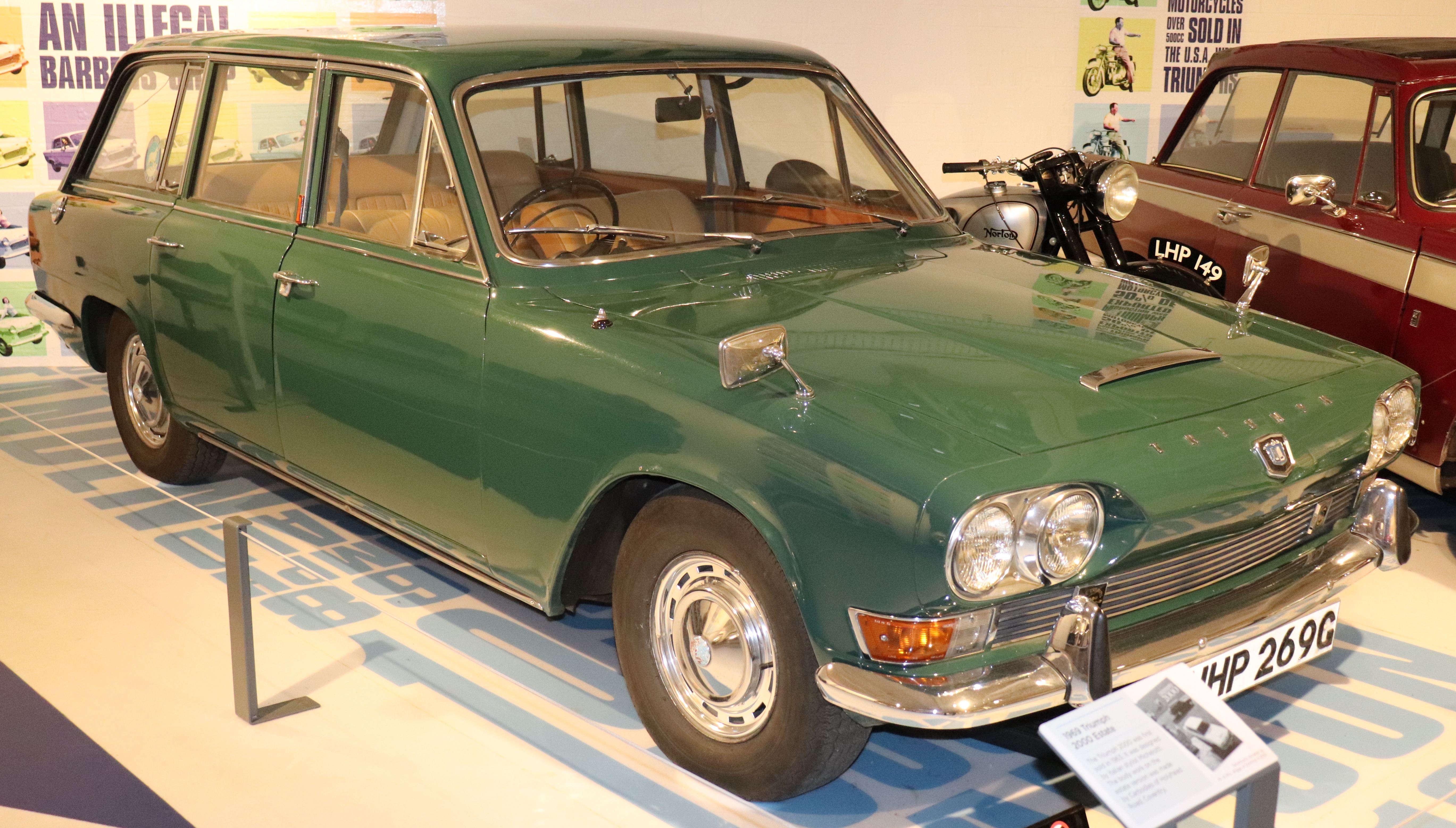
Triumph 2000 kombi

Triumph 2000/2500 Mk II (1969–1977)
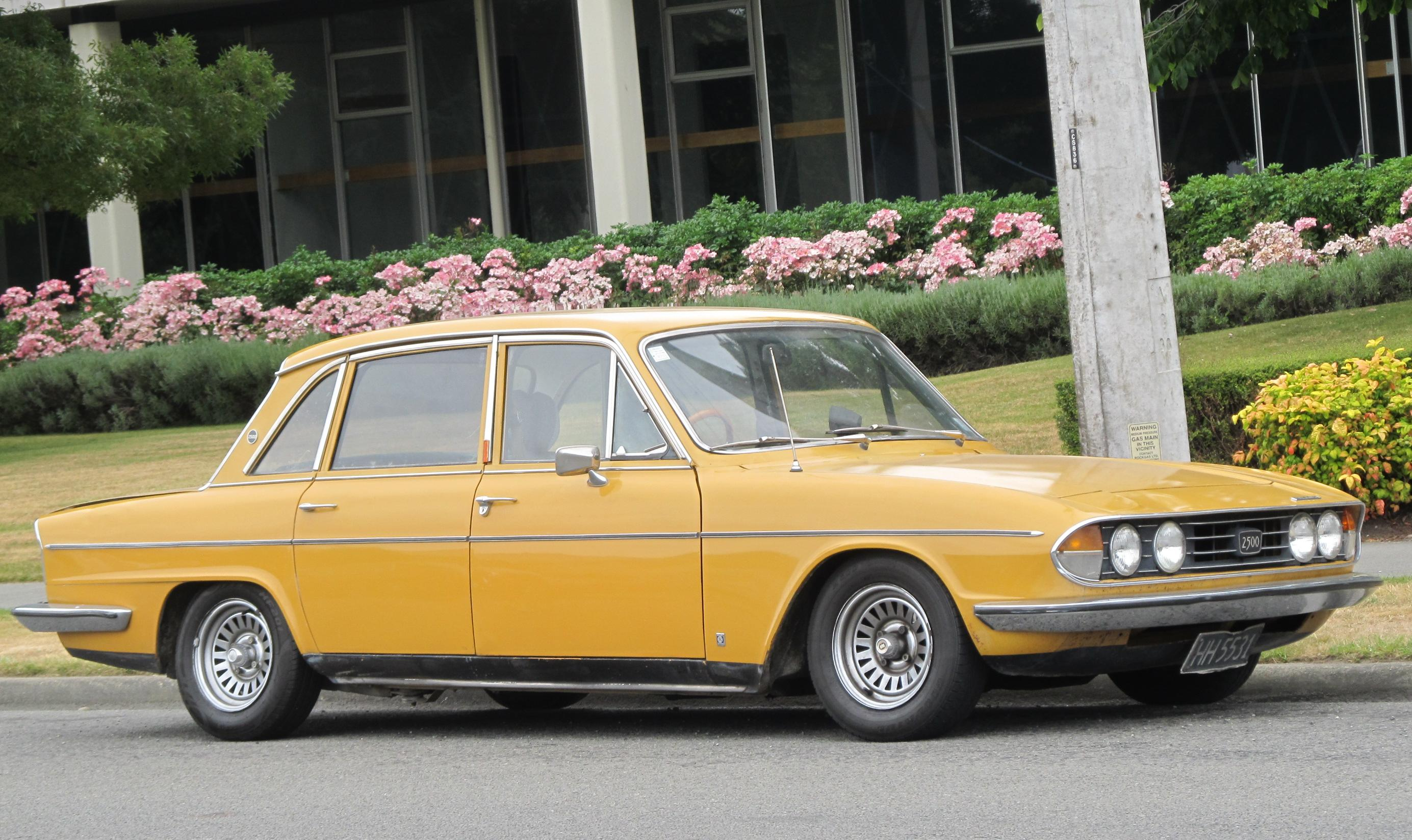
Triumph 2500TC sedan
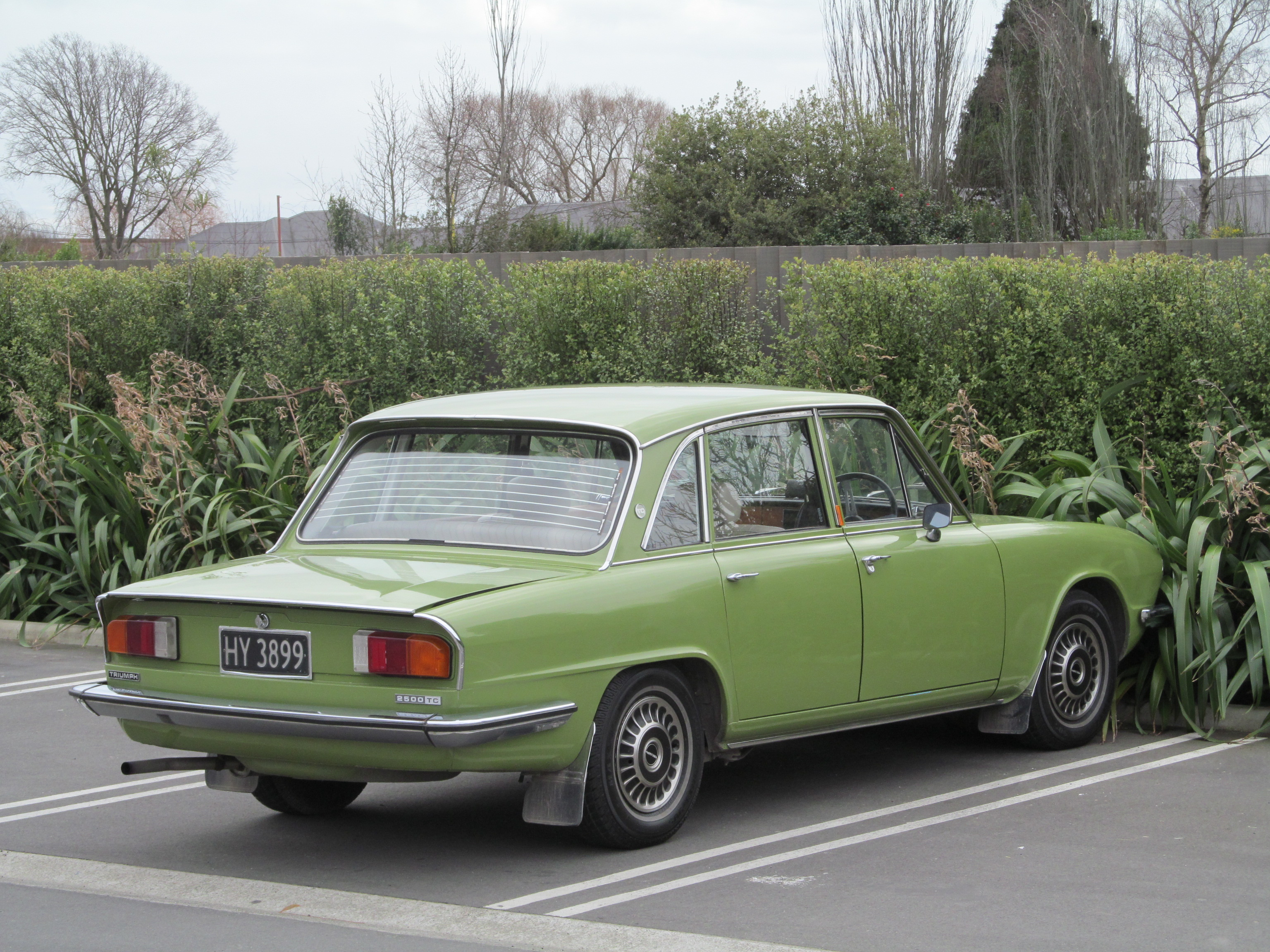
Triumph 2500TC sedan – tył
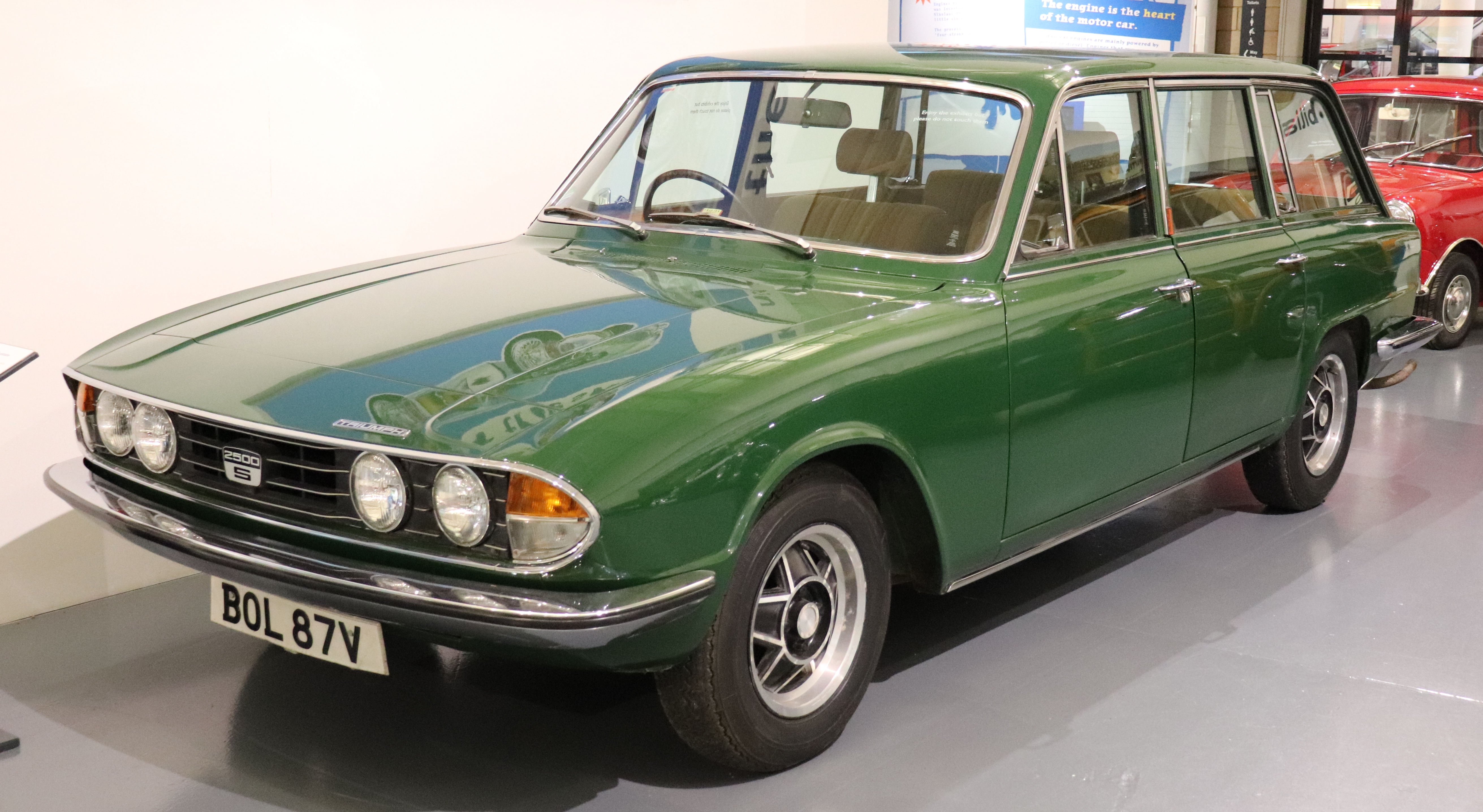
Triumph 2500S kombi
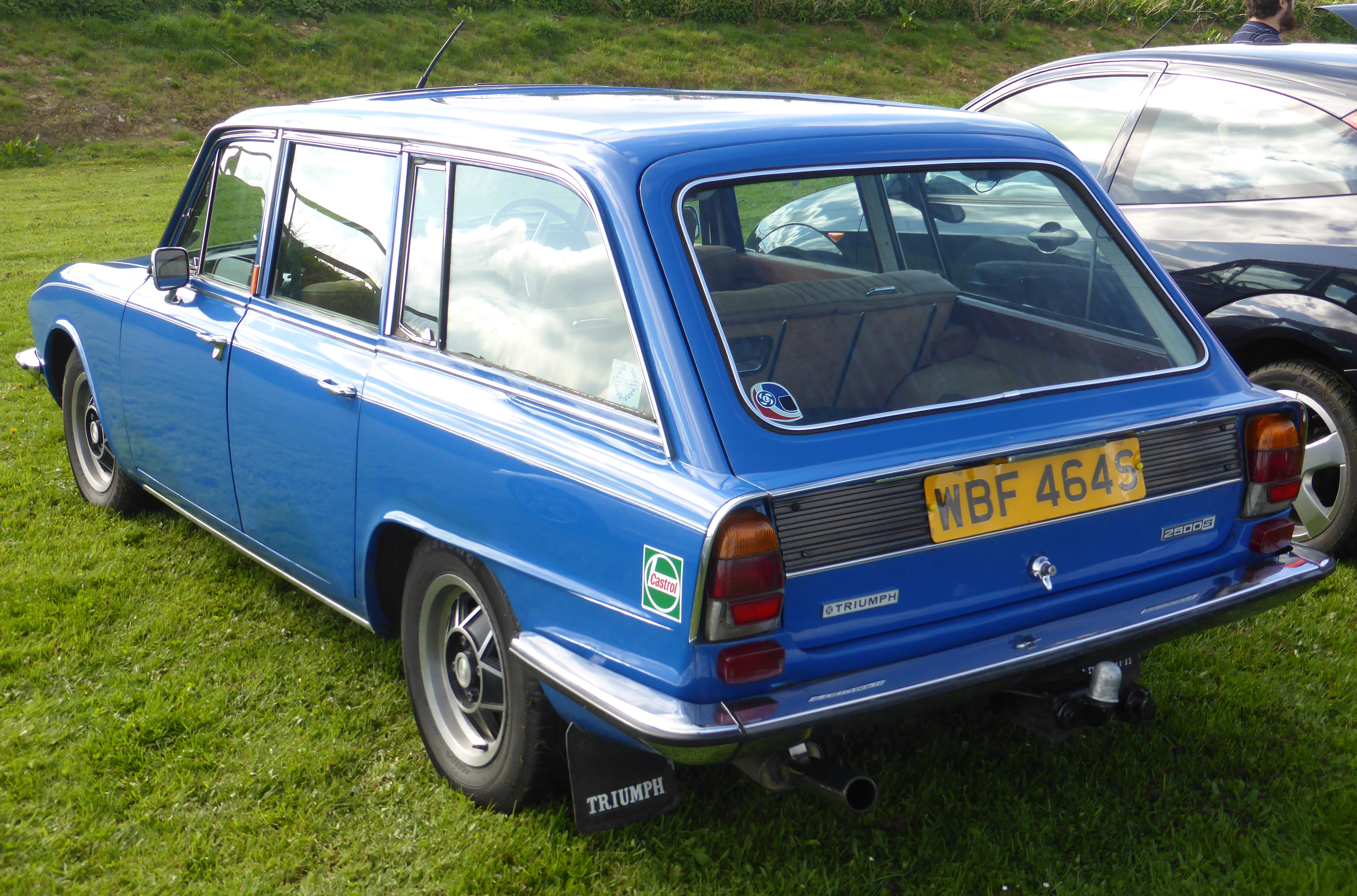
Triumph 2500S kombi – tył